# ناران (شميل)
ناران (بالفارسية: نران) هي قرية تقع في إيران في قسم شمیل الريفي. يقدر عدد سكانها بـ 174 نسمة بحسب إحصاء 2016.